# Luis de la Robla
Luis de la Robla (Montevideo, Virreinato del Río de la Plata, 25 de agosto de 1780 - Montevideo, Uruguay, 4 de junio de 1844) fue un militar realista de origen oriental, que posteriormente fue fundador del Correo del Estado Oriental del Uruguay.

## Biografía
Después de los estudios elementales, inició la formación para ser clérigo, pero la abandonó con dieciocho años. En 1809 inició su carrera militar y en 1810 fue nombrado ayudante de campo del Mariscal Gaspar de Vigodet, gobernador de Montevideo, cargo que mantuvo con el virrey Francisco Javier de Elío.
Fue emisario del virrey Elío ante la corte de Portugal, para coordinar las acciones de la invasión portuguesa de 1811. Posteriormente, Vigodet lo envió ante el jefe patriota José Artigas, que se había distanciado del gobierno de Buenos Aires, para intentar atraerlo a la causa realista. Fracasó por completo, pero el segundo de Artigas, Fernando Otorgués, intentó tomar contacto con Vigodet a través de él.
Tras la caída de la ciudad quedó prisionero durante varios meses, hasta que fue liberado a principios de 1815, año en que viajó a España.
En 1816 regresó a Montevideo, donde apoyó la Invasión Luso-Brasileña.
En 1822 fue nombrado comisionado de Fernando VII para formalizar un acuerdo entre el gobierno español y los gobiernos independientes surgidos en el territorio del ex Virreinato del Río de la Plata. Junto al otro comisionado real, Luis Pereira, firmó con Bernardino Rivadavia, ministro de la Provincia de Buenos Aires, la Convención Preliminar de Paz, que se intentó extender a los demás gobiernos sudamericanos, sin conseguirlo.
En 1825 se mantuvo del lado del Imperio del Brasil durante la campaña de los Treinta y Tres Orientales, pero cambió de bando al año siguiente y se unió a las milicias orientales de Juan Antonio Lavalleja.
Durante la administración provisional de Lavalleja, el 21 de diciembre de 1827, fue el primer administrador de los servicios postales del Uruguay. Llegó al grado de coronel y apoyó el gobierno de Fructuoso Rivera, oponiéndose al de su sucesor, Manuel Oribe. Participó en las campañas contra el gobierno de éste y combatió en la Batalla de Palmar. En su segundo gobierno, Rivera lo nombró comandante del puerto de Montevideo, cargo que ocupó hasta su muerte en 1844.
Al iniciarse el Sitio de Montevideo (1843-1851) participó en las campañas de Rivera por el interior uruguayo, hasta su fallecimiento en Montevideo al año siguiente.